# Gornja Konjuša
Gornja Konjuša (cyr. Горња Коњуша) – wieś w Serbii, w okręgu toplickim, w mieście Prokuplje. W 2011 roku liczyła 41 mieszkańców.